# اشراف (فیلم)
اشراف (انگلیسی: The Aristocrats) فیلمی در ژانر مستند به کارگردانی پن ژیلت است که در سال ۲۰۰۵ منتشر شد.